# Seubetenreuth
Seubetenreuth ist ein Gemeindeteil des Marktes Presseck im Landkreis Kulmbach (Oberfranken, Bayern). Seubetenreuth liegt in der Gemarkung Wartenfels.

## Geografie
Das Dorf liegt am Südhang der Seubetenreuther Höhe, einer Erhebung des Frankenwaldes. Eine Gemeindeverbindungsstraße führt zur Kreisstraße KU 24 bei Kunreuth (1,6 km nordöstlich) bzw. nach Wartenfels zur KU 24 (2 km südwestlich). Ein Wirtschaftsweg führt nach Spitzberg (0,6 km südwestlich).

## Geschichte
Der Ort wurde 1146 als „Zidebotenruit“ erstmals urkundlich erwähnt, als die Edelherren von Callenberg u. a. diesen Ort dem Kloster Michelsberg verkauften.
Gegen Ende des 18. Jahrhunderts bestand Seubetenreuth aus 12 Anwesen. Das Hochgericht übte das bambergische Centamt Wartenfels aus. Die Dorf- und Gemeindeherrschaft hatte das Amt Wartenfels. Grundherren waren das Amt Wartenfels (3 Höfe, 6 Güter, 1 Tropfhaus) und das Rittergut Seibelsdorf (2 Sölden).
Als das Hochstift Bamberg infolge des Reichsdeputationshauptschlusses 1802 säkularisiert und unter Bruch der Reichsverfassung vom Kurfürstentum Pfalz-Baiern annektiert wurde, wurde Seubetenreuth zu einem Bestandteil der während der „napoleonischen Flurbereinigung“ gewaltsam in Besitz genommenen neubayerischen Gebiete.
Mit dem Gemeindeedikt wurde Seubetenreuth dem 1808 gebildeten Steuerdistrikt Wartenfels und der im selben Jahr gebildeten Ruralgemeinde Wartenfels zugewiesen. Am 1. Mai 1978 wurde Seubetenreuth im Rahmen der Gebietsreform in die Gemeinde Presseck eingegliedert.

### Baudenkmal
In der Ortsmitte von Seubetenreuth befindet sich ein sandsteinerner Bildstockaufsatz, der aus der Mitte des 19. Jahrhunderts stammt.

### Einwohnerentwicklung
| Jahr      | 001818 | 001819 | 001861 | 001871 | 001885 | 001900 | 001925 | 001950 | 001961 | 001970 | 001987 |
| Einwohner |        | 63     | 92 *   | 85     | 77     | 65     | 88     | 64     | 51     | 29     | 37     |
| Häuser    | 12     |        |        |        | 13     | 12     | 12     | 12     | 11     |        | 12     |
| Quelle    | [ 8 ]  | [ 11 ] | [ 12 ] | [ 13 ] | [ 14 ] | [ 15 ] | [ 16 ] | [ 17 ] | [ 18 ] | [ 19 ] | [ 1 ]  |

## Religion
Seubetenreuth ist katholisch geprägt und nach St. Bartholomäus (Wartenfels) gepfarrt.